# Ahmed Mogni
Ahmed Mogni, né le 10 octobre 1991 à Paris, est un footballeur international comorien. Il évolue au poste de milieu offensif.

## Carrière

### En club
Né à Paris, Ahmed Mogni commence le football amateur à l'AC Boulogne-Billancourt. En 2012, avec la sélection de la Ligue de Paris Île-de-France, il remporte la phase nationale de la Coupe des régions de l'UEFA. Il passe ensuite par le Évry FC avant de rejoindre le Paris FC en octobre 2014 pour jouer avec l'équipe réserve. Après une première saison avec l'équipe réserve, il signe finalement son premier contrat professionnel avec le club à l'été 2015 puis joue son premier match le 23 octobre 2015, et inscrit un but lors de la même rencontre. Lors de sa première saison professionnel, il prend part à onze rencontres. 
Depuis 2020 il évolue en National avec le FC Annecy (Haute-Savoie). En février 2022, d'après Le Dauphiné libéré, Ahmed Mogni est écarté du groupe National et finit la saison avec l'équipe réserve. Cela fait suite à son refus de jouer avec la réserve face à Cluses-Scionzier en Régional 1.

### En sélection
Ayant la double nationalité, Ahmed Mogni choisi de jouer pour l'équipe des Comores. Il joue son premier match international en juin 2015 contre le Burkina Faso avant de prendre une place importante au sein de la sélection lors des qualifications à la CAN 2017 et à la coupe du monde 2018. 
En 2022 Mogni se qualifie pour la première fois a la CAN avec les Comores. Il signe notamment un doublé face au Ghana lors du dernier match de poule, permettant à son équipe de l'emporter et de qualifier pour les huitièmes de finale.